# Anne Liddell-Grainger
Anne Mary Sibylla Liddell-Grainger (født Anne Mary Sibylla Abel Smith; født 28. juli 1932) er mor til den konservative britiske politiker Ian Liddell-Grainger.

## Slægt
Anne Liddell-Grainger er født på det kongelige slot Kensington Palace. Hun er datter af oberst sir Henry Abel Smith og Lady May Abel Smith (tidligere Prinsesse May af Teck). 
Anne Liddell-Graingers morfar (prins Alexander af Teck, senere den 1. jarl af Athlone samt generalguvernør i Sydafrika og Canada) var bror til dronning Mary af Storbritannien og svoger til kong Georg 5. af Storbritannien. Prins Alexander Cambridge af Teck var oldesøn af kong Georg 3. af Storbritannien.
Anne Liddell-Graingers mormor (prinsesse Alice af Albany, grevinde af Athlone) var sønnedatter af dronning Victoria af Storbritannien. Den 7. juli 2008 havde Anne Liddell-Graingers nummer 611 på listen over arveberettigede til den britiske trone – efterfulgt af sønnen Ian, der havde nummer 612 .

## Familie
Fra 1957 til 1981 var hun gift med David Liddell-Grainger (1930 – 2007). Han var en skotsk politiker.
Parret fik fem børn. Den ældste er den konservative politiker Ian Liddell-Grainger (født 1959). 